# Краснянская, Кристина Георгиевна
Краснянская, Кристина Георгиевна (род. 25 мая 1979) — российский искусствовед, куратор, исполнительный директор Еврейского музея и центра толерантности, основатель Международной арт-галереи «Эритаж», куратор и глава попечительского совета MOMus — Музея искусства модернизма — коллекции Костаки, Салоники, Греция. Впервые представила советский экспериментальный дизайн на международной выставке Design Miami / Basel (2012), куратор выставок дизайна и искусства в музеях в России и за рубежом. Соавтор книги «Советский дизайн: от конструктивизма до модернизма. 1920–1980» (2020, издательство Scheindegger & Spiess), сооснователь информационного ресурса о русском дизайне Manner & Matter.

## Биография
Родилась 25 мая 1979 года в Киеве в семье инженера Георгия Леонидовича Краснянского и Ольги Леонидовны Краснянской. Окончила экономический факультет МГИМО и Институт культурного просветительства, где в 2007 году защитила диплом на тему: «Цвет и свет в творчестве художника русского зарубежья Андре Ланского».
В 2006 году Кристина Краснянская основала собственную арт-галерею «Эритаж», которая с февраля 2008 года располагается на Петровке в Москве, первым проектом которой стала персональная выставка Ланского, где были собраны ранние примитивистские работы, коллажи и живопись абстрактного периода и опыты Ланского в книжной иллюстрации. В 2012 году впервые представила советский экспериментальный дизайн на международной выставке DesignMiami/Basel.
В 2017 году Краснянская возглавила попечительский совет MOMus — Музея искусства модернизма — коллекция Костаки, Салоники, Греция.
В 2021 году Краснянская назначена исполнительным директором Еврейского музея и центра толерантности.

## Кураторские проекты
Кристина Краснянская курировала ряд крупных международных выставок как в собственной арт-галерее «Эритаж», так и в Музее архитектуры имени Щусева, Всероссийском музее декоративного искусства,Государственном археологическом музее Неаполя, Museo arte Gallarate (MAGA), Музее искусства модернизма — коллекции Костаки. В разные годы вела кураторские проекты выставок Design Miami / Basel, Art Paris, ArtFactory Istanbul, Contemporary Istanbul, Nomad Monaco.
- «Андре Ланской. Ретроспектива», Международная арт-галерея Эритаж, Москва, Россия (2009)
- «Heritage-Interior-Art. Диалектика интерьера», Международная арт-галерея Эритаж, Москва, Россия (2011)
- «Авангард и поставангард в советском дизайне 1930 и 1960—1970 гг.», Design Miami/Basel, Базель, Швейцария (2012)
- «Русский экспрессионизм: Григорьев, Анненков, Ланской, Загреков» (2013)
- Николай Загреков. Art Paris 2013, Париж (2013)
- «Советский ампир», Design Miami/Basel, Базель, Швейцария (2013)
- «Советское ар-деко», Design Miami/Basel, Майами, США (2013)
- «Георгий Артемов. Русский мастер Ар Деко во Франции», Международная арт-галерея Эритаж, Москва, Россия (2014)
- «Русское зарубежье. Георгий Пожидаев. От живописи к сценографии», Международная арт-галерея Эритаж, Москва, Россия (2015)
- «Советский дизайн. От конструктивизма к модернизму. 1920–1960-е», Музей архитектуры имени Щусева, Москва, Россия (2015)
- «Хлеба коммунизма», Design Miami/ Basel, Базель, Швейцария (2015)
- Alexey Morosov #antropomachia, Шестая Московская Биеннале современного искусства, Москва, Россия (2015)
- «Алексей Морозов. PONTIFEX_MAXIMVS», Государственный археологический музей Неаполя, Неаполь, Италия (2016)
- Oksana Mas. Get together, ArtFactory Istanbul, Стамбул, Турция (2015)
- Alexey Morosov #antropomachia, Contemporary Istanbul, Стамбул, Турция (2015)
- «Советский модернизм — феномен культуры и дизайна XX века», Международная арт-галерея Эритаж, Москва, Россия (2016)
- Оксана Мась. Spiritual Cities», Museo arte Gallarate (MAGA), Милан, Италия (2017)
- «Алексей Морозов. PONTIFEX_MAXIMVS / LE STANZE», ММОМА, Москва, Россия (2017)
- «Новое искусство нового Государства», Международная арт-галерея «Эритаж», Москва, Россия (2017)
- Выставка израильского промышленного дизайна «Открытые пространства», Центр моды и дизайна, Всероссийский музей декоративно-прикладного и народного искусства, Москва, Россия (2018–2019)
- «Игра в новеченто. Несоветское советское искусство 1920–1930-х» совместно с ГМИИ им. А.С. Пушкина, Международная арт-галерея «Эритаж», Москва, Россия (2019)
- «Анна Андреева. Советский оп-арт. Экспериментальный дизайн 1960-х», Международная арт-галерея «Эритаж», Москва, Россия (2020)
- «Любовь Попова: форма — цвет — пространство», MOMus — Музей искусства модернизма — коллекция Костаки, Салоники, Греция (2019–2020)